# Schäfer Heinrich

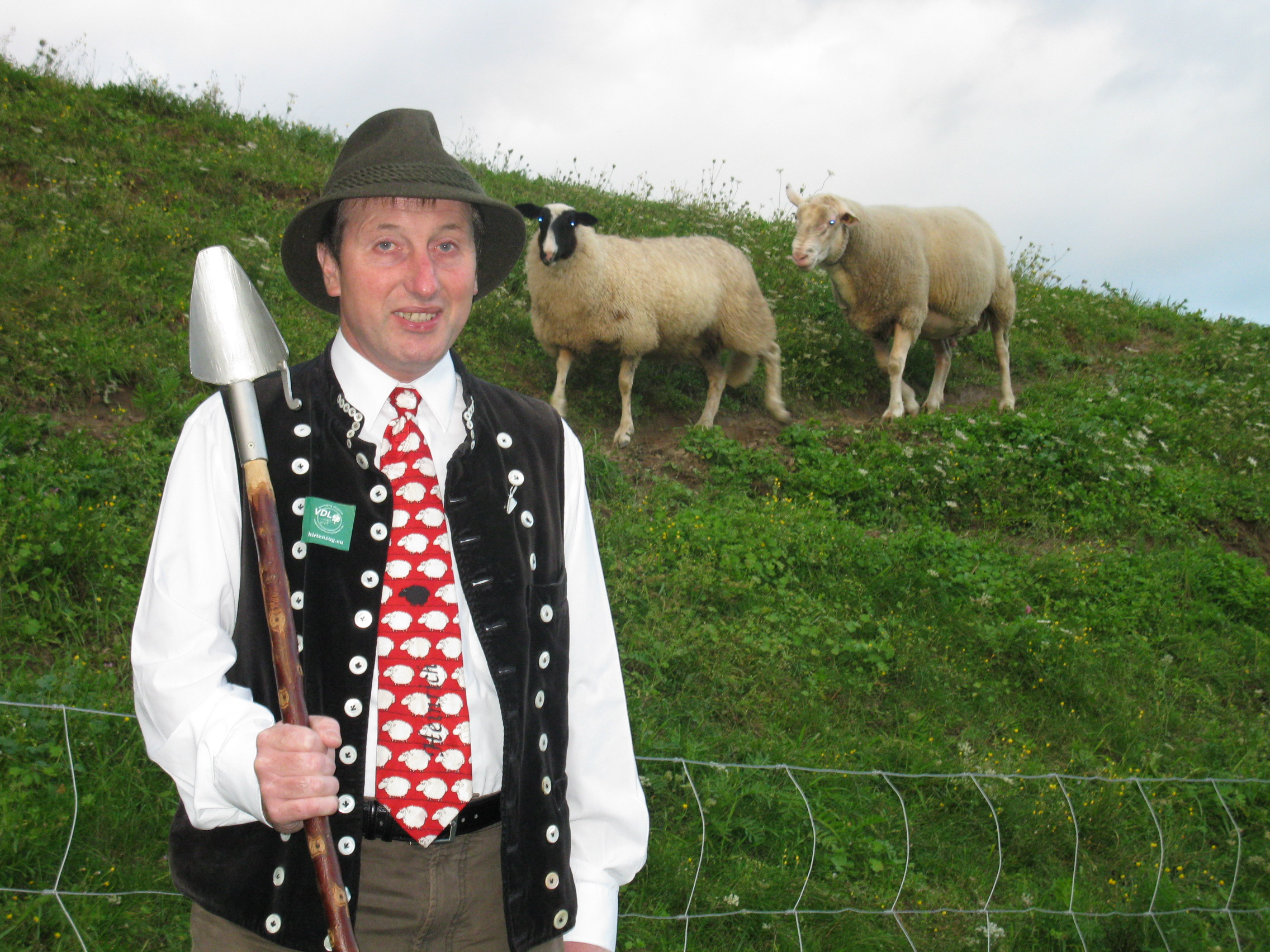
Schäfer Heinrich mit Schafen (2010)

Schäfer Heinrich (* 4. Dezember 1966 in Völlinghausen; eigentlich Heinrich Gersmeier) ist ein deutscher Landwirt und Schlagersänger. Bekannt wurde er im Rahmen der vierten Staffel der Doku-Soap Bauer sucht Frau, die im Herbst 2008 im Abendprogramm des Fernsehsenders RTL ausgestrahlt wurde.

## Leben
Gersmeier bewirtschaftet in Völlinghausen (Stadt Erwitte) einen 20 Hektar großen Hof mit Schafhaltung. Zum Betrieb gehören Schafe, Kühe, Enten, Gänse und Hühner. Gersmeier führte nach dem Tod des Vaters im Jahr 1998 den Hof gemeinsam mit seiner Mutter Johanna, die Ende 2011 starb.
In der im Jahr 2008 produzierten Staffel von Bauer sucht Frau wirkte Schäfer Heinrich als einer von neun heiratswilligen Landwirten mit. Die Produzenten der Show rückten zur Profilbildung seine Vorliebe für das Singen in den Vordergrund. Wiederholt sang er bei Dorffesten alte Schäferlieder. Die Plattenfirma EMI Music nahm Schäfer Heinrich unter Vertrag und produzierte mit ihm das nach eigenen Angaben von seinem Vater überlieferte Schäferlied als Single. Das Schäferlied stieg Anfang Dezember 2008 in die deutschen Singlecharts ein und erreichte schließlich Platz fünf der Charts. Es folgten zahlreiche Auftritte in Diskotheken und in Festzelten, zudem kamen Merchandisingartikel wie Frühstücksbrettchen und ein Schäfer-Heinrich-Sahnelikör (Schafsmilch) heraus. In einem Bauer-sucht-Frau-Weihnachtsspezial versuchte Gersmeier zu Weihnachten 2009 erneut vergeblich, über das Fernsehen eine Frau zu finden. Seine Wohnung auf dem Hof wurde 2010 im Rahmen eines Spezials der Sendung Einsatz in vier Wänden renoviert.
Am 6. August 2010 erschien auf dem Markt eine CD-ROM mit dem Titel Schäfer Heinrichs Bauernhof-Simulator. In der Software kann der Benutzer eigene Landwirtschaften aufbauen. Gersmeier gelangte 2013 erneut in die Medien, als im August eine ihm gehörende Großscheune abbrannte, wobei ein sechsstelliger Sachschaden entstand.
Im Jahr 2012 war Gersmeier Darsteller in der Pseudo-Doku Mitten im Leben, die sich unter anderem um seine Partnersuche drehte. Gersmeier nahm 2013 mit der Tauschpartnerin Micaela Schäfer am Promi-Frauentausch teil.
2015 kam es wegen hoher Steuernachforderungen für die Renovierung von seiner Wohnung durch Einsatz in vier Wänden zu einer anwaltlichen Auseinandersetzung; wegen baulicher Fehler im Rahmen der Renovierung entstand zudem ein Schaden in fünfstelliger Höhe.
2022 war er Teilnehmer der RTL2-Fernsehshow Kampf der Realitystars. Im Kampf um 50.000 € arbeitete er sich in Challenges, Action- und Geschicklichkeitsspielen ins Finale und belegte den 3. Platz.

## Diskografie
Singles
- 2008: Das Schäferlied
- 2009: Schäfchen zählen
- 2010: Schatzi, ich schubs Dich heute ins Heu
- 2011: Das schöne Mädchen von Seite 1
- 2012: Ich bin scha(r)f auf dich
- 2012: Für Gaby tu’ ich alles
- 2012: Im Traktor vor mir
- 2013: Millionen Frauen lieben mich
- 2014: Alle Schafe sind schon da
- 2015: Schäfer Heinrich hat ne Farm
- 2016: Für Schafe tu’ ich alles
- 2017: Ladykiller
- 2018: Auf Amrum steht ein Lamm rum
- 2018: Sauerland
- 2018: Neue Alte
- 2019: Haus am Hühnerfrikasee
- 2019: ABCDEFG (mit Ole ohne Kohle)
- 2020: Ohne Wurst und ohne Speck
- 2021: Hier kommt ein Schluckspecht
- 2021: Heimweh nach den Bergen
- 2021: Winke Winke
- 2022: Ich hatte heut schon Sex
- 2022: Warum bin ich so fröhlich
- 2022: Mit dem Alpaka nach Tuka Taka
- 2023: Ich geh mit Flip Flops joggen

Als eigenes Lied (Eigenkomposition) singt er noch den Titel: Wir reichen uns die Hand (Schäferlied).
Alben
- 2015: Schäfchen zählen – Best of Heinrich

## Auszeichnungen
- 2015: Ballermann-Award in der Kategorie „Ballermann Award der Jury für Kultstatus“
- 2016: Ballermann-Award
- 2017: Ballermann-Award
- 2018: Ballermann-Award in der Kategorie „Kult“